# Lebeckia cytisoides
Lebeckia cytisoides är en ärtväxtart som beskrevs av Carl Peter Thunberg. Lebeckia cytisoides ingår i släktet Lebeckia och familjen ärtväxter. Inga underarter finns listade i Catalogue of Life.